# Rue Palatine
Pour les articles homonymes, voir Palatine.
La rue Palatine est une voie du 6e arrondissement de Paris, en France, longeant la façade sud de l'église Saint-Sulpice.

## Situation et accès

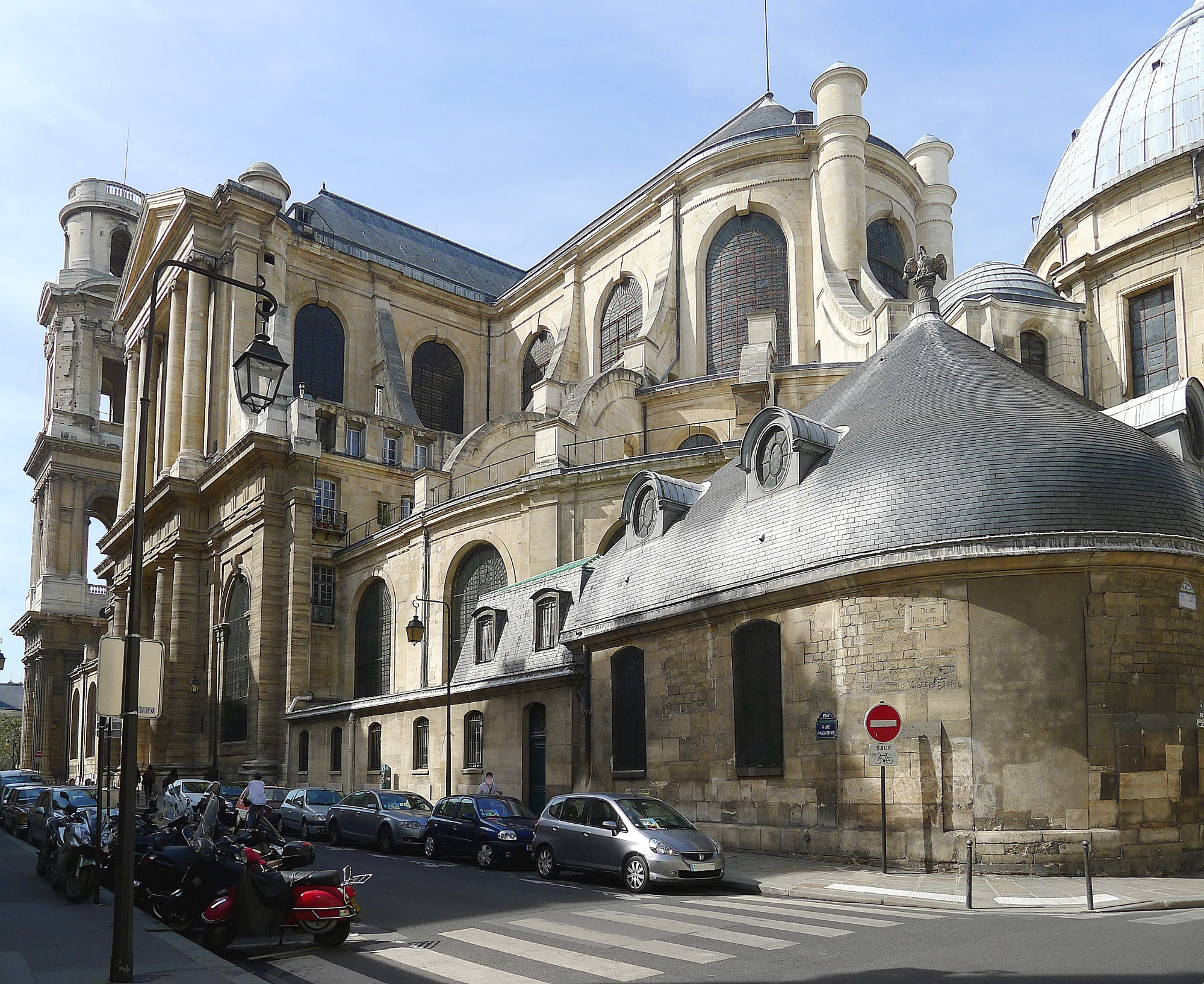
L'église Saint-Sulpice occupe le côté nord de la rue.

La rue Palatine est une voie publique située dans le 6e arrondissement de Paris. Elle débute au 4, rue Garancière et se termine au 1, place Saint-Sulpice.
La station de métro la plus proche est la station Saint-Sulpice, où circulent les trains de la ligne 4.

## Origine du nom

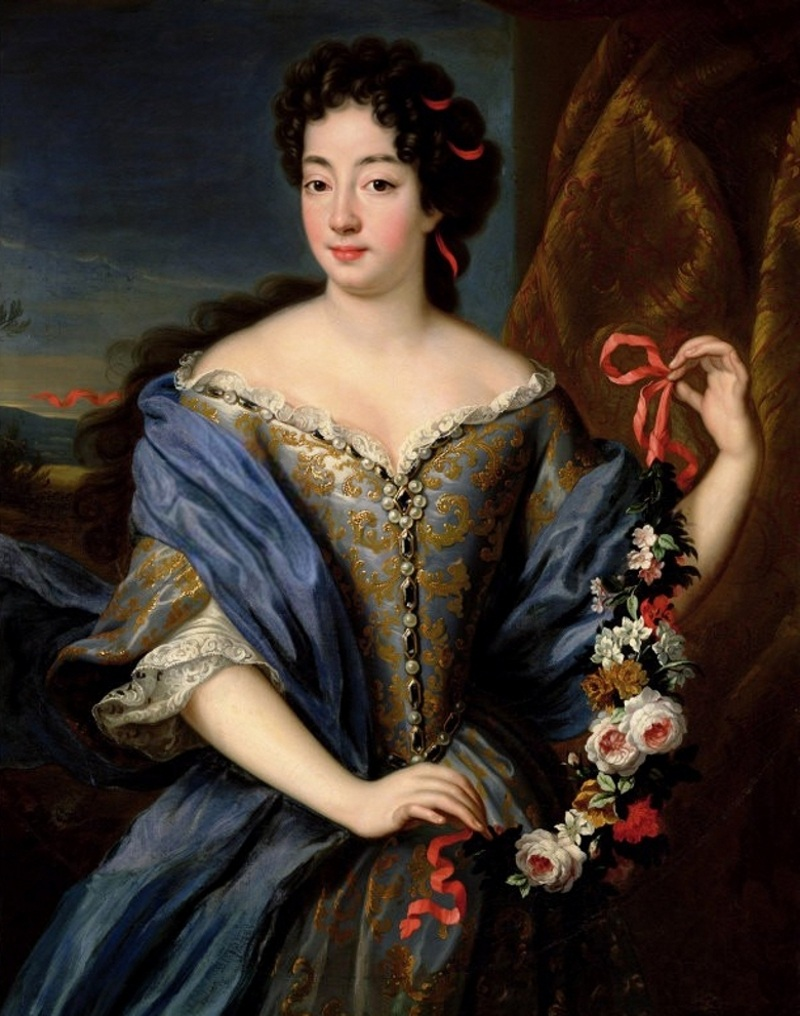
Anne de Bavière.

La rue Palatine est nommée d'après Anne de Bavière (1648-1723), princesse Palatine, épouse de Henri-Jules de Bourbon-Condé, Prince de Condé, Prince du sang qui résida à proximité.

## Historique
Cette voie est ouverte en 1646 sur l'emplacement d'un ancien cimetière lors de la construction de l'église Saint-Sulpice. Le cimetière étant déplacé plus au sud, elle prend le nom de « rue Neuve Saint-Sulpice », puis « rue du Cimetière ».
Au début du XVIIIe siècle, elle prit la dénomination actuelle.

## Bâtiments remarquables et lieux de mémoire
- No 5 : à cette adresse se trouvaient en 1912 les Éditions Boivin et Cie.